# Zagrodniki (Maziły)
Zagrodniki – część wsi Maziły w Polsce położona w województwie lubelskim, w powiecie tomaszowskim, w gminie Susiec.
W latach 1975–1998 miejscowość administracyjnie należała do województwa zamojskiego.